# Parancistrus aurantiacus
Parancistrus aurantiacus es una especie de peces de la familia Loricariidae en el orden de los Siluriformes.

## Morfología
Los machos pueden llegar alcanzar los 19,3 cm de longitud total.

## Hábitat
Es un pez de agua dulce y de clima tropical (22 °C-27 °C).

## Distribución geográfica
Se encuentran en Sudamérica: ríos  Ucayali,  Tocantins y  Xingu.